# BMD-3
Il BMD-3 (in cirillico: БМД-3)  Boyevaya Mashina Desanta è un veicolo da combattimento della fanteria avio-trasportabile cingolato, con capacità anfibie, di fabbricazione sovietica prima e russa poi, sviluppato negli anni ottanta a Volgograd ed introdotto formalmente nelle forze armate sovietiche nel 1990.
Progettato per essere impiegato dalle truppe aviotrasportate e rapidamente schierato in supporto di paracadutisti ed incursori, ha uno scafo simile a quello del BMP-3 ed un armamento assimilabile a quello del BMP-2.
Costruito in soli 143 esemplari, l'ultimo è entrato in servizio presso le forze aviotrasportate della Federazione Russa nel 1997.
Dal 2004 è entrata in produzione un'evoluzione del mezzo, ufficialmente denominata BMD-4.

## Caratteristiche
Entrato in produzione nel 1990, questo mezzo ha una potenza elevatissima in relazione al suo peso, grazie ad un nuovo diesel da 450 hp, verosimilmente quello del BMP-3, che però, con il BMD, che pesa quanto un BMP-1 (12 anziché 18-20 tonnellate), dà un rapporto potenza-peso di ben 35 cavalli a tonnellata, mentre la configurazione interna resta la stessa dei precedenti BMD-1 e 2.
Le sospensioni possono essere regolate in maniera da adattarle a qualunque terreno: da 10 a 45 cm, di altezza in appena 10 secondi, per adattarsi al trasporto sugli aerei, al movimento su strada o fuoristrada. Il mezzo è anche anfibio.
La costruzione è in lega d'alluminio con struttura a tramezzino laminata, mentre la torre dovrebbe essere in acciaio. La resistenza è in generale garantita solo contro le munizioni da 7,62 mm.
Il motore è sistemato dietro al mezzo, 3 uomini sono sul davanti, e guidano il veicolo (quello al centro, il pilota), azionano la mitragliatrice RPK-74 da 5,45 mm e il lanciagranate (gli altri 2).
Dietro questi 3 vi sono il capocarro e cannoniere, sistemati nella torretta. Loro possono osservare tutt'attorno con un periscopio panoramico e utilizzare le armi da 30 2A42 (cannone ad alta velocità, 30 × 165 mm) e 7,62 mm PKT (7,62 × 54 mm R) nonché il missile AT-5 Spandrel controcarro (4 km di gittata, perforazione 650-800mm). La mancanza del cannone da 100 mm ha infatti impedito di utilizzare i missili controcarro lanciabili da questo cannone, che d'altro canto sono più piccoli (l'AT-5 ha almeno 135 mm di diametro) e costosi dello Spandrel.
Infine, altri 2-3 fanti sono dietro la torre, al centro dello scafo.
Tutti devono uscire da accessi superiori al mezzo, sia i due portelli davanti alla torre, che quelli sopra di essa, ed infine un altro portello sistemato sopra lo scafo. Non vi è infatti spazio per una porta posteriore a causa del motore e trasmissione.

## Impiego
Entrato in produzione in quantitativi limitati, non pare che esso, come del resto nemmeno i suoi predecessori, sia mai stato esportato.
Di sicuro, con la riduzione drammatica delle forze convenzionali nell'ex- URSS, non potrà ripetere il successo del BMD-1, che equipaggiò tutte e 7 le divisioni aerotrasportate sovietiche con una forza valutata in ben 330 mezzi per ciascuna, per non parlare di altre unità a livello di brigata. Tale complesso di forze era il più grande, in questo particolare settore, a livello mondiale. Si pensi per esempio, che gli USA hanno solo due divisioni similari (la 82a e, per certi versi, 101a), l'Italia, il Regno Unito e la Germania una.